# اوبرهاید (راینلاند-فالتس)
اوبرهاید (راینلاند-فالتس) (به آلمانی: Oberhaid) یک شهر در آلمان است که در وستروالدکرایس واقع شده‌است. اوبرهاید ۳۹۳ نفر جمعیت دارد.